# サガラ

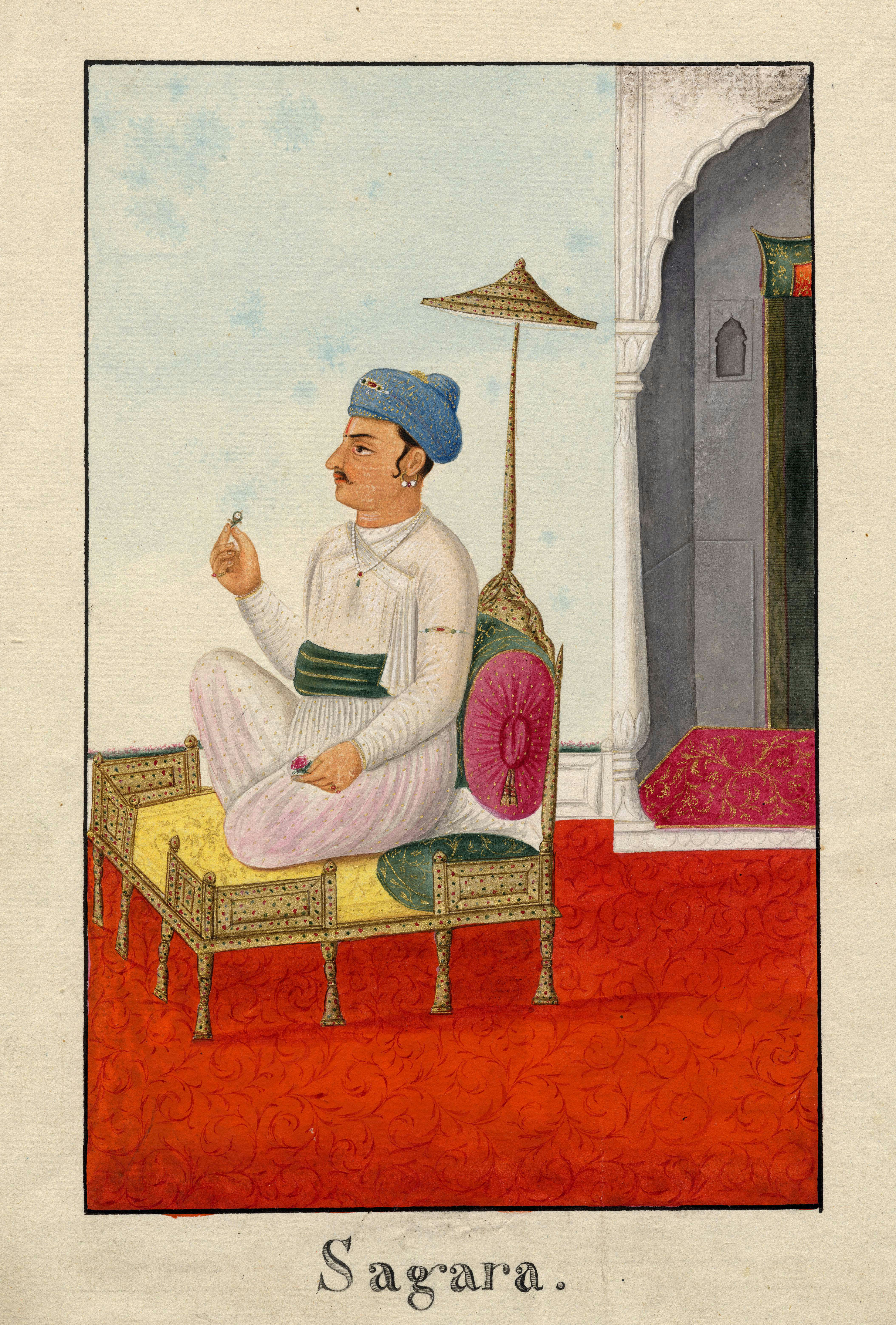
サガラ、ラーマ王子の先祖。

サガラ（英語：King Sagara、サンスクリット：सगर）は、インド神話の登場人物である。アヨーディヤー、イクシュヴァーク王家の神話的な王で、天界の川であったガンジス川（女神ガンガー）を地上に降下させる原因を作ったとされる。アンシュマットの祖父。ラーマ王子の先祖。

## 概要
『ラーマーヤナ』によると、サガラ王は王子を得るため、2人の妃ケーシニー、スマティーとともにヒマラヤ山中で修行に励んだ。これを聖仙ブリグが喜んで、片方の妻からは1人の王子が、もう片方の妻のからは6万人の王子が生まれるだろうと告げた。やがてケーシニーは1子アサマンジャを生んだ。またスマティーは1つの瓢箪を生み、それが割れたとき、中から6万の王子が生まれた。
アサマンジャは残虐な性格の持ち主で、民の子供をサラユ川に投げ込んだので、民は怒ってサガラに抗議した。そのためサガラ王はアサマンジャと妃を森に追放したとされる。
後にサガラ王は盛大な馬祀祭を行おうとしたが、インドラ神は重要な犠牲の馬を奪った。王は6万の王子たちに奪われた馬を探すように命じた。6万の王子たちは地上をくまなく捜したが発見できなかったので、穴を掘って地下世界を捜し始めた。しかし彼らの喧騒が神々を悩ませた。神々がブラフマー神に相談すると、ブラフマー神は「彼らはヴィシュヌ神の化身である聖仙カピラによって滅びるであろう」と告げた。やがて王子たちは地下世界にカピラ仙が奪われた馬を引いて歩いているのを発見した。彼らは馬を奪おうとしたが、カピラの怒りによって残らず灰と化した。
サガラ王は王子たちが帰らないことを心配し、アサマンジャの子アンシュマットに命じて捜させた。アンシュマットは世界中を捜したのち、地下で王子たちが灰になっているのを発見した。アンシュマットは彼らを供養しようとしたが近くに水を見出せなかった。スマティー妃の兄ガルド（聖鳥ガルダ？）は、彼らは天上のガンガーの水によってのみ救済されるから、今は馬を連れ帰って祭祀を完成するよう助言した。
帰還したアンシュマットから全てを聞いたサガラ王は悲しみつつも祭祀をやり遂げた。その後3万年の間王国を支配したのち昇天したとされる。
なお、彼の6万の王子たちの魂はアンシュマットの孫バギーラタがガンガーを降下させ、その水によって救済されたという。